# Hardcastle and McCormick

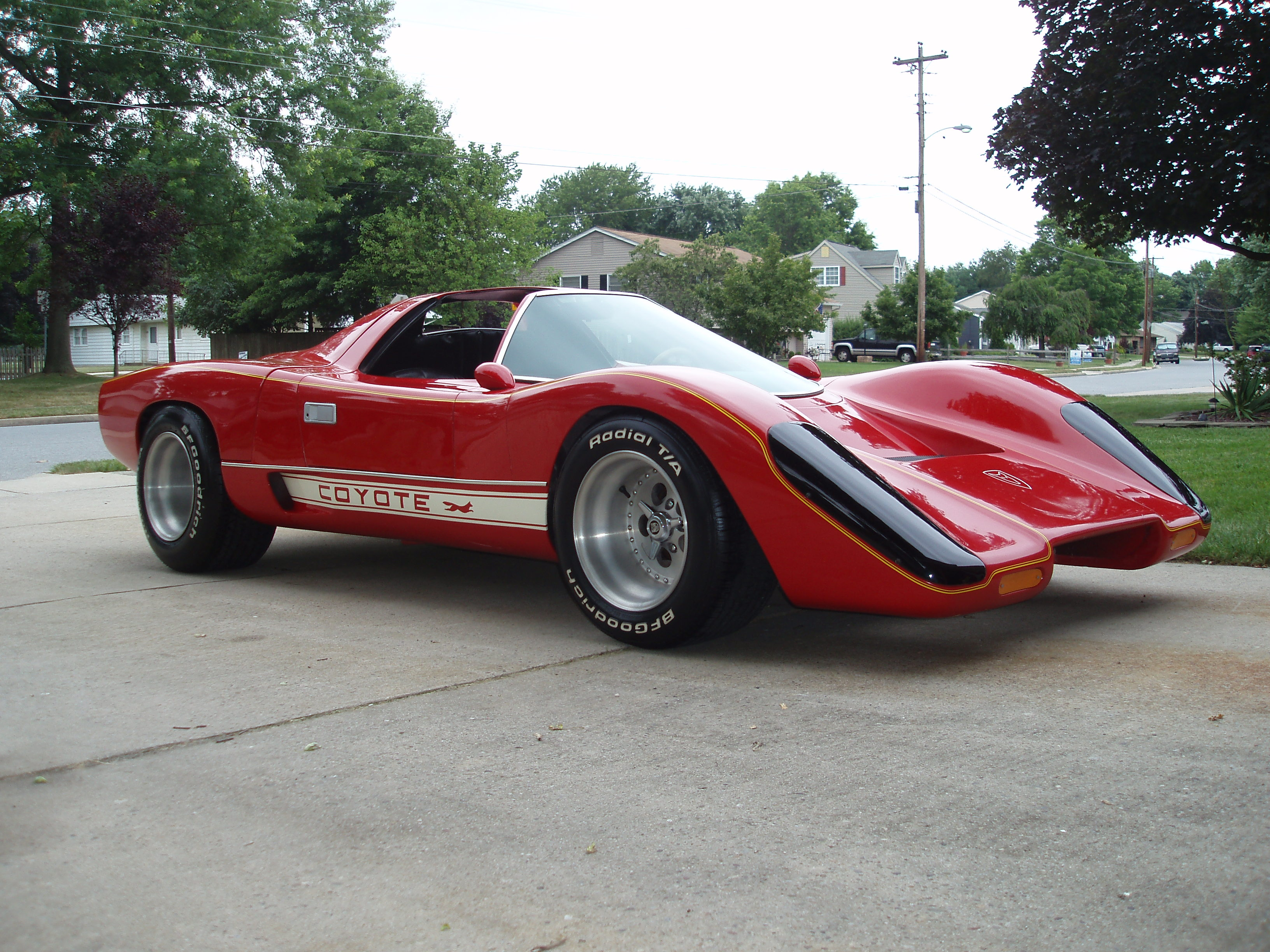
De Coyote X uit seizoen 1 van de serie

Hardcastle and McCormick is een Amerikaanse televisieserie uit de jaren tachtig. De serie werd geproduceerd door Stephen J. Cannell Productions. Hardcastle and McCormick werd uitgezonden op ABC en liep drie seizoenen lang in de periode van 1983 tot 1986. De hoofdrollen werden vertolkt door Brian Keith en Daniel Hugh-Kelly. Keith had de rol van rechter Milton C. Hardcastle. Hugh-Kelly was de autocoureur genaamd Mark "Skid" McCormick.
De serie had een belangrijk kenmerk, namelijk de Coyote X. Dit was de rode auto die steeds in de serie voorbij kwam. Het was de auto van McCormick.

## Rolverdeling
- Brian Keith: rechter Milton C. "Hardcase" Hardcastle
- Daniel Hugh Kelly: Mark "Skid" McCormick
- Mary Jackson: Sarah Wicks (eerste seizoen)
- John Hancock: luitenant Michael Delaney (tweede seizoen)
- Joe Santos: luitenant Frank Harper (derde seizoen)

Onder meer David Graf, Dennis Franz, Paul Gleason, James Cromwell, James Avery, Barbara Cason, Allan Arbus, Daphne Reid, Jack Ging, Dana Elcar, Mitch Ryan, Red West, William Windom en Robert Culp hadden een gastrol in de serie.